# Đá Chữ Vạn

Thiết kế Đá chữ Vạn

Đá Chữ Vạn (tiếng Anh: Swastika Stone) là một viên đá có thiết kế gần giống với hình chữ Vạn và nằm trên Vách đá Woodhouse phía bắc Ilkley Moor ở Tây Yorkshire nước Anh. Thiết kế có đường viền kép với bốn nhánh cong và hình chữ S đính kèm; mỗi cái bao quanh một hốc tròn nhỏ. Các hốc tương tự cũng được tìm thấy trên những viên đá khác gần đó.
Viên đá trông rất giống mẫu hình thiết kế Rosa camuna xuất xứ từ Ý. Có khả năng đây là tác phẩm nghệ thuật của người Celt sống dưới thời kỳ La Mã chiếm đóng vào khoảng năm 400 trước Công nguyên, do họ từng di chuyển qua khu vực có sự xuất hiện của mẫu hình thiết kế Rosa camuna, sử dụng thiết kế kiểu chữ Vạn như một phần biểu tượng của bộ lạc này và khắc lên đá khi họ đóng quân ở Ilkley.